# Lill-Bakvattnet
Lill-Bakvattnet är en sjö i Krokoms kommun i Jämtland och ingår i Indalsälvens huvudavrinningsområde. Sjön har en area på 0,572 kvadratkilometer och ligger 519,3 meter över havet. Sjön avvattnas av vattendraget Bakvattsån.

## Delavrinningsområde
Lill-Bakvattnet ingår i det delavrinningsområde (708334-141641) som SMHI kallar för Utloppet av Lill-Bakvattnet. Medelhöjden är 573 meter över havet och ytan är 6,11 kvadratkilometer. Räknas de 3 avrinningsområdena uppströms in blir den ackumulerade arean 45,09 kvadratkilometer. Bakvattsån som avvattnar avrinningsområdet har biflödesordning 4, vilket innebär att vattnet flödar genom totalt 4 vattendrag innan det når havet efter 297 kilometer. Avrinningsområdet består mestadels av skog (78 procent). Avrinningsområdet har 0,57 kvadratkilometer vattenytor vilket ger det en sjöprocent på 9,3 procent.